# Arthur Mee
Pour les articles homonymes, voir Mee.
Arthur Mee était un écrivain et journaliste anglais, né à Stapleford, dans le Nottinghamshire, en 1875, et mort à Londres en 1943. Il a écrit plus de deux cents livres, dont The Children's Encyclopædia.